# Ябути
Ябути́ (жабути́, кипиу, джеоромичи) — один из ябутийских языков, язык племени ябути. Распространён в Бразилии на юге штата Рондония вдоль границы с Боливией. Всего согласно данным Ethnologue на ябути в 1990 году говорило 5 человек. По сведением Родригеса в 1986 году было 40 ябутийцев (Rodrigues 1986).
Сейчас носители ябути находятся в трёх резерватах:
- муниципалитет Коста-Маркис (Costa Marques):
  - ИТ Риу-Бранку (несколько племён, всего 213 человек в 1985 году);
  - ИТ Жабути (Китао / Quitão);
- муниципалитет Гуажара-Мирин (Guajará-Mirim):
  - ИТ Риу-Гуапоре (несколько племён, всего 241 человек в 1986 году).

Согласно Малди (1991) делятся на пять групп: джоромите́, кунонере́, курофе́, кунамбиро́ и орикотаре́.

## Грамматическая характеристика
Звуковая система ябути достаточно проста, хотя и не вполне типична для языков Южной Америки.
Вокализм представлен полной семичленной треугольной системой. Семи оральным гласным соответствуют четыре носовых: /ĩ, ẽ, ã, õ/.
|         | передние | средние | задние |
| верхние | i        | ɨ       | u      |
| средние | e        | ə       | o      |
| нижние  |          | a       |        |

Гласный /ɨ/ обычно передаётся через «ü».
В ябути представлено подвижное неконтрастивное динамическое ударение, обычно падающее на последний слог.
Консонантизм языка ябути достаточно беден: в нём нет /j/, /l/ и других плавных, нет ни одного сибилянта, даже /s/. В то же время в нём представлены редчайшие в мире губно-сибилянтные аффрикаты /ps/ /bz/, неизвестные больше нигде в Южной Америке.
Буквой c обозначается глухая шипящая аффриката [ʧ], а буквой j — звонкая шипящая аффриката [ʤ].